# 市政府車站 (IRT萊辛頓大道線)
市政厅地鐵站（City Hall station）是美國紐約地鐵IRT萊辛頓大道線的终点站。它位於市政中心旁边的市政厅公园的地下。
市政厅地鐵站是由跨區捷運公司建造。市政厅地鐵站於1900年9月12日开始施工。该站于1904年10月27日启用，是纽约市地铁最早建成的28个车站之一。该站于1945年12月31日关闭。